# Dubrowka (rejon diemidowski)
Dubrowka (ros. Дубровка) – wieś (ros. деревня, trb. dieriewnia) w zachodniej Rosji, w osiedlu wiejskim Titowszczinskoje rejonu diemidowskiego w obwodzie smoleńskim.

## Geografia
Miejscowość położona jest nad Wiatszą, 2,5 km od drogi regionalnej 66K-28 (R120 – Rudnia – Diemidow), przy drodze regionalnej 66N-0511 (66K-28 / Juszkowo – Dubrowka – Zalesje), 10,5 km od centrum administracyjnego osiedla wiejskiego (Titowszczina), 13,5 km od centrum administracyjnego rejonu (Diemidow), 63 km od stolicy obwodu (Smoleńsk), 22 km od granicy z Białorusią.
W granicach miejscowości znajdują się ulice: Centralnaja, Iwanowskij pierieułok, Mołodiożnaja, Parkowaja, Polewaja, Raboczaja, Sadowaja, Szkolnaja.

## Demografia
W 2010 r. miejscowość zamieszkiwało 296 osób.

## Historia
W czasie II wojny światowej od lipca 1941 roku wieś była okupowana przez hitlerowców. Wyzwolenie nastąpiło we wrześniu 1943 roku.
Na mocy uchwały z dnia 28 maja 2015 roku wszystkie miejscowości zlikwidowanej jednostki administracyjnej Dubrowskoje (w tym Dubrowka – siedziba tejże) weszły w skład osiedla wiejskiego Titowszczinskoje.